# ストリートボール
ストリートボール（streetball）とは、屋外のコートを使用し、簡略化されたルールの下でプレーされるバスケットボールの一種である。主に街中（ストリート）で行われることからこう呼ばれる。「ストリートバスケット」、「ストリートバスケットボール」とも呼ばれる。

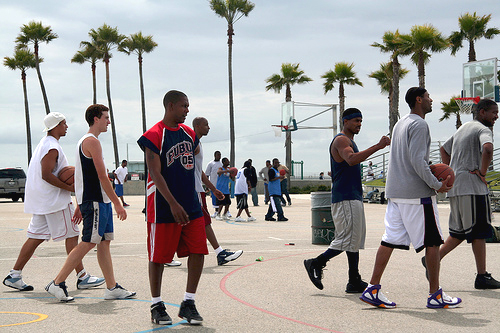
ロサンゼルスのヴェニスビーチでストリートボールに興じる人々

## 概要
一般的に公園に設置されたバスケットボールリングとコートを用いて行われる。ポピュラーなバスケットボールとは異なり、5対5の形で行われない場合も多く、競技者の人数によって1on1（ワンオンワン）、3on3（スリーオンスリー、3x3）などと呼ばれる。また、審判はいないことが多い。審判が居ないがゆえにトリックと呼ばれる独自のボールムーブが発展した。
日本のストリートボールの大会は、3on3のハーフコート（コートが半分で、リングが1つ）の形態で行われることが多く、「3on3」や「3x3」がストリートバスケそのものを指す単語としてしばしば用いられている。しかし、この競技形態はあくまでも基本的な形であり、ストリートボールそのものに公式ルールは存在しない。通常のオールコート（リングが2箇所）を用いて行う形態もあり、単に「外で行われるバスケがストリートボールである」という定義もできる。実際に、アメリカではオールコートのストリートボールリーグも存在する。
アメリカでは公園などにストリートボールのコートが多く設置されており、近年はバスケットボールブランドの「AND1（アンド・ワン）」が立ち上げた「AND1 MIXTAPE TOUR」も人気を博している。また、ストリートボールからNBAチームと契約にいたる選手もいる。
ストリートボールはイベントとして開催される際には、DJがヒップホップなどの音楽をかけ、MCが常に選手をはやし立てたり、時には観客にゲームの進行やルールを解説しながら試合が展開していく。単純な勝ち負けではなく、1ON1を強調するなど、試合の見せどころや選手自身の楽しみどころにこだわっていることが多い。
3on3はのちに国際バスケットボール連盟（FIBA）を国際競技連盟に3x3、FIBA 33の名でルール作成、実施され、ユースオリンピックバスケットボール競技に、2020年からは夏季オリンピックバスケットボールの正式種目に採用されている。

### 独自の技術
ストリートボールでは、試合（ゲーム）の他に、フリースタイルを行うこともある。フリースタイルとは、ボールを自由に使ったパフォーマンスであり、主にヒップホップなどの音楽に合わせ、ブレイクダンスなどのダンスのステップも使って、ボールハンドリングの技術や見た目の格好良さを見せる。上記のストリートリーグだけでなく、様々な大会において、試合の合間のパフォーマンスショーなどで行われている。ここ数年では、FREESTYLEBATTLE日本一決定戦など、フリースタイルだけの独立した大会も見られる。こちらもストリートボールにおいて重要な項目である。
試合中、トリックというストリートボール独特のスキルをもって、相手を出し抜きいかにクールに得点までもっていくのが醍醐味となっている。
ルール上、トラベリングや、ダブルドリブルなどトリックとして普通のバスケットボールのルールとは一線を置くところもあるが、通常のバスケットボールのルール上でも使用できるトリックもある。

### 日本における概況
日本では代々木公園のバスケットコートにおいて、不定期でALLDAYという5on5の大会が行われている。日本ではまだ馴染みの薄いスポーツであるが、bjリーグにおいても青木康平などストリートボール出身選手が契約にいたる例も存在する。
2005年11月より2010年秋まで、ハーフコートの3ON3ルールでのストリートボールリーグ「LEGEND」が開催され、2回の全国ツアー（ZEPPツアー）を行い、ストリートボール普及活動が行なわれた。(明星大学　芝山栄二監督や現NBAアナリスト　佐々木クリス氏が現役の頃、立ち上げから運営面でもプレイヤーとしても関与している)
また、AND1ミックステープツアーもジャパンツアーが開催され、2007年はbjリーグから選抜チームも参加した。
さらに2007年12月、LEGENDの開催にも携わり、bjリーグ東京アパッチの青木康平が所属していたプロストリートボールクルーのFar East Ballersが主催した。
2つ目のストリートボールリーグSOMECITY (サムシティ) が開幕。SOMECITYは、古くから日本のストリートボールシーンを支えたTEAM-Sをはじめ、チームごとに勝敗を競う形態をとっており、試合はハーフコートの3ON3で行われる。2008年1月の段階では、主にクラブを使い、入場料をとって開催されている。
その後、2010年にLEGENDが終了。その流れを組む新リーグ「HOOPERS(フーパーズ)」が2011年に開幕。国内最高峰のストリートボーラーを集め、“個人最強”を決めると言う、LEGEND時代の画期的なリーグ形式を踏襲し、更に演出面を強化しエンターテイメント性を追求している。またエキシビションゲームでは、上記の青木康平や、並里成、堤啓士朗、阿部友和など、リーグの垣根を越えた選手を招きゲームを行っている。